# Resolució 494 del Consell de Seguretat de les Nacions Unides
La Resolució 494 del Consell de Seguretat de les Nacions Unides, aprovada per unanimitat l'11 de desembre de 1981 després de considerar la qüestió sobre la recomanació relativa al nomenament del Secretari General, el Consell va recomanar a l'Assemblea General que el Sr. Javier Pérez de Cuéllar fos nomenat Secretari General per un període de cinc anys des de l'1 de gener de 1982 fins al 31 de desembre de 1986.